# Liste der Bischöfe von Bertinoro
Die folgenden Personen waren Bischöfe von Bertinoro (Italien):
- Marco de Teramo (1404–1418), dann Bischof von Sarno
- Ventura degli Abbati (1429–1477)
- Giuliano Maffei (Matteis) O.F.M. (1477–1505), dann Erzbischof von Dubrovnik (Ragusa)
- Giovanni Ruffo de Theodoli (1505–1511), dann Erzbischof von Cosenza
- Bartolomeo Muratini (1511–1512)
- Angelo Petrucci (1512–1514)
- Raffaello Petrucci (1519–1520)
- Pietro Petrucci (1520–1537)
- Benedetto Conversini (1537–1540), dann Bischof von Jesi
- Girolamo Verallo (1540–1541), dann Bischof von Caserta
- Cornelio Musso O.F.M. Conv. (1541–1544), dann Bischof von Bitonto
- Tommaso Caselli O.P. (1544–1548), dann Bischof von Oppido Mamertina
- Luigi Vannini de Theodoli, C.R.L. (1548–1564)
- Egidio Falcetta de Cingulo (1563–1564)
- Agostino Folignatti (Molignatus) (1564–1579)
- Giovanni Andrea Caligari (1579–1613)
- Innocenzo Massimi (1613–1624), dann Bischof von Catania
- Giovanni della Robbia, O.P. (1624–1641)
- Isidoro della Robbia O.S.B. (1642–1656)
- Ottaviano Prati (1659)
- Guido Bentivoglio, C.R. (1660–1676)
- Vincenzo Cavalli (Gaballi) (1676–1701)
- Giovanni Battista Missiroli (1701–1734)
- Gaetano Calvani (1734–1747)
- Francesco Maria Colombani (1747–1788)
- Giacomo Boschi (1788–1807), dann Bischof von Carpi
- Federico Bencivenni, O.F.M. Cap. (1817–1829)
- Giambattista Guerra (1830–1857)
- Pietro Buffetti (1857–1874)
- Camillo Ruggeri (Ruggieri) (1874–1882), dann Bischof von Fano
- Lodovico Leonardi (1882–1898)
- Federico Polloni (1898–1924)
- Antonio Scarante (1924–1930), dann Bischof von Faenza
- Francesco Gardini (1931–1950)
- Mario Bondini (1950–1959)
- Giuseppe Bonacini (1959–1969)
- Giovanni Proni (1970–1986), dann Bischof von Forlì-Bertinoro

1986 mit dem Bistum Forlì vereinigt.